# Hulløya

Hulløya en norvégien (ou Ulli en Same de Lule) est une île de la commune de Hamarøy , en mer de Norvège dans le comté de Nordland en Norvège.

## Description
L'île de 22,1 km2 est une île rocheuse du Tysfjorden (en)
située au sud-ouest de Kjøpsvik. Un service de bateau express relie Kjøpsvik (sur le continent) à Hulløyhamn (sur Hulløya) et d'autres villages du fjord plusieurs fois par semaine.

## Galerie

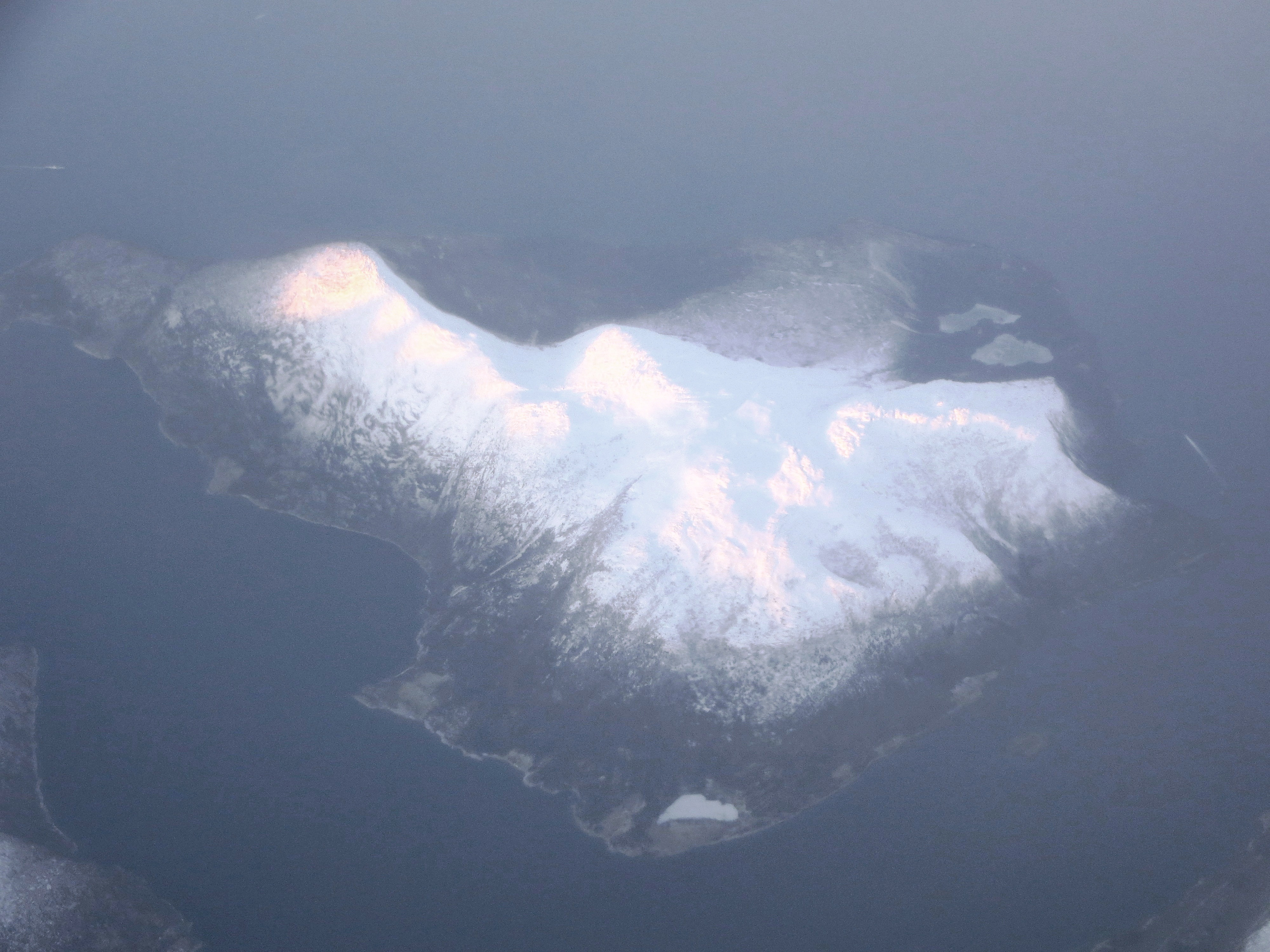
Vueaérienne de Hulloya